# Armand Trousseau
Armand Trousseau (ur. 14 października 1801 w Tours, zm. 23 czerwca 1867 w Paryżu) – francuski lekarz, pediatra.

## Życiorys
W 1839 roku został ordynatorem szpitala św. Antoniego – uniwersyteckiego szpitala w Paryżu. W 1850 roku został członkiem Francuskiej Akademii Medycznej.
Prowadził badania gruźlicy krtani, płonicy i duru brzusznego. Wprowadził do lecznictwa tracheotomię i intubację dotchawiczną. Jako pierwszy opisał dwa objawy, które zostały nazwane jego nazwiskiem.
Zmarł na raka żołądka, którego sam u siebie rozpoznał.

## Przypisy

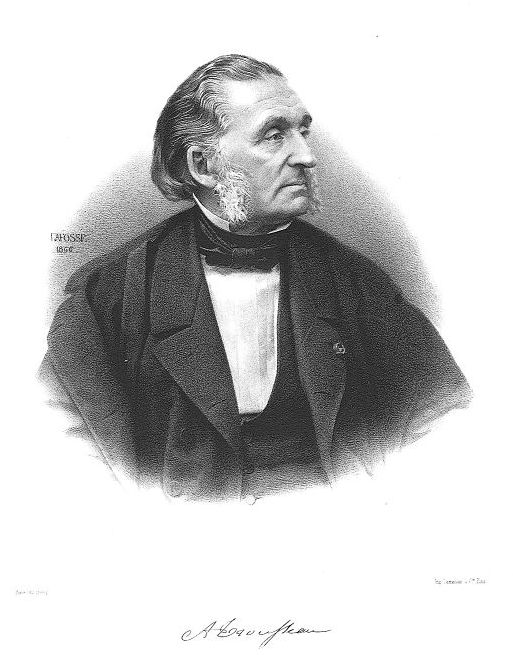
Armand Trousseau